# Manhumirim
Manhumirim este un oraș în Minas Gerais (MG), Brazilia.